# Paul-Louis Couchoud
Paul-Louis Couchoud (franceză: [kuʃu]) (n. 6 iulie 1879, Vienne, Isère, Franța – d. 8 aprilie 1959, Vienne, Isère, Franța) a fost un filozof francez, absolvent al prestigioasei École Normale Supérieure din Paris, medic, literat și poet. El a devenit binecunoscut ca traducător de haiku în franceză și ca scriitor ce a promovat teza germană a inexistenței istorice a lui Isus Cristos.

## Scrieri

### Opere de bază
- L'énigme de Jésus (Mercure de France, 1923); transl. Winifred Stephens Whale, The Enigma of Jesus, (Watts, 1924)
- Le mystère de Jésus ("The Mystery of Jesus")  (F. Rieder, 1924). No English translation
- La Sagesse Juive: Extraits des livres sapientiaux ("Jewish Wisdom: Excerpts from the Wisdom books") (Payot, 1930)
- Apocalypse (Rieder, 1930); transl. Charles B. Bonner, The Book of Revelation : A Key to Christian Origins, (Watts, 1932)
- Premiers écrits du christianisme ("Early Christian Writings") by G.A. van den Bergh van Eysinga, Robert Stahl, and P.L. Couchoud (F. Rieder, 1930)
- Le problème de Jésus et les origines du christianisme ("The Problem of Jesus and the Origins of Christianity"), by Prosper Alfaric, P.L. Couchoud, Albert Bayet, (1932)
- Jésus : Le Dieu fait homme ("God made man"), (Rieder, 1937); transl. Charles B. Bonner, The Creation of Christ: An Outline of the Beginnings of Christianity (2 vol., Watts, 1939)

### Alte lucrări
- Benoit de Spinoza (Thesis, Alcan, 1902; 2nd ed. 1924)
- Au fil de l'eau (Along the Waterways) ; followed by Haïkaïs: the first French haïku, 1905-1922 (re-ed., Éric Dussert; 2011)
- Sages and Poets of Asia (Calmann-Levy, 1916, 4th ed. 1923)
- Japanese Impressions, with a note on Confucius (transl. Frances Rumsey, John Lane, 1921)
- La Vérité sur Jésus: Jésus est-il un Personnage Historique ou un Personnage Légendaire? ("The Truth About Jesus: Is Jesus a Historical Figure of a Legendary Figure?"), a public debate (Conflans-Honorine, 1926)[7]
- L'Evangile de Marc A-t-il Eté Ecrit en Latin? Arhivat în 19 martie 2012, la Wayback Machine.  ("Was the Gospel of Mark Written in Latin?" 1926). German trans. Frans-Joris Fabri, Das Markusevangelium Ist in Lateinischer Sprache Verfasst Worden Arhivat în 10 septembrie 2015, la Wayback Machine. (2007); Klaus Schilling's English summary Arhivat în 10 septembrie 2015, la Wayback Machine.
- Jubilé Alfred Loisy (Paris 1927), by P.L. Couchoud & Alfred Firmin Loisy. Congrès d'histoire du christianisme. (Published under direction of P.-L. Couchoud, Rieder, 1928)
- La Première Edition de St Paul Arhivat în 16 ianuarie 2004, la Wayback Machine. ("The First Edition of St. Paul"), (1928). German trans. Frans-Joris Fabri, Die Erstausgabe der Paulusbriefe Arhivat în 4 mai 2012, la Wayback Machine. (2001)
- "Jésus Barabbas Arhivat în 2 iulie 2014, la Wayback Machine." (by P.L. Couchoud & R. Stahl), in Premiers écrits du Christianisme (1930), pp. 139–161. German transl. Frans-Joris Fabri,  "Jesus Barabbas Arhivat în 30 octombrie 2013, la Wayback Machine." (2007)
- "Le Problème de Jésus", Europe, No. 138, 15 iunie 1934, p. 268-273.
- "Jésus, Dieu ou homme?" ("Jesus: God or Man?"), (NRF, No. 312, Sept. 1, 1939, 26 p.)
- Histoire de Jésus ("History of Jesus") (PUF, 1944)
- Spinoza. Pensées et règles de vie, (J. Haumont, 1944).
- "Hymne à Déméter", transl. (1946)
- Le Dieu Jésus : essai ("The God Jesus: An Essay") (Gallimard, 1951) (excerpts online Arhivat în 4 martie 2016, la Wayback Machine.)
- Une réponse inédite à Loisy sur l'historicité de Jésus ("Response to Loisy on Jesus Historicity") (1970)